# Szíriai rutafű
A szíriai rutafű vagy törökpirosító (Peganum harmala) a Nitrariaceae családjába tartozó növényfaj,  mely az Indiától keletre eső mediterrán vidéken  őshonos. Nevét a rutafélékről kapta, melyekre hasonlít, de nem  tartozik közéjük.
Évelő növény, mely nagyjából 80 cm magasra nőhet de általában 30 cm  magas. Száraz talajon akár 6,1 méteres gyökereket is ereszthet. Az északi féltekén június és augusztus körül virágzik. Virágai fehérek, és nagyjából 2,5–3,8 cm  átmérőjűek. Kerek terméstokja nagyjából 1–1,5 cm-es, három rekeszre oszlik és több mint 50 magot tartalmaz.
A szíriai rutafű 1928 óta az Egyesült Államokban is elterjedt, miután egy földműves a magjaiból kinyerhető vörös festék miatt termeszteni kezdte Új-Mexikóban.

## Hagyományos felhasználása
A szíriai rutafű neve törökül yüzerlik vagy üzerlik. Szárított terméstokját gyakran akasztják fel házakban vagy autókban, hogy megvédjen a „gonosz szemtől”.

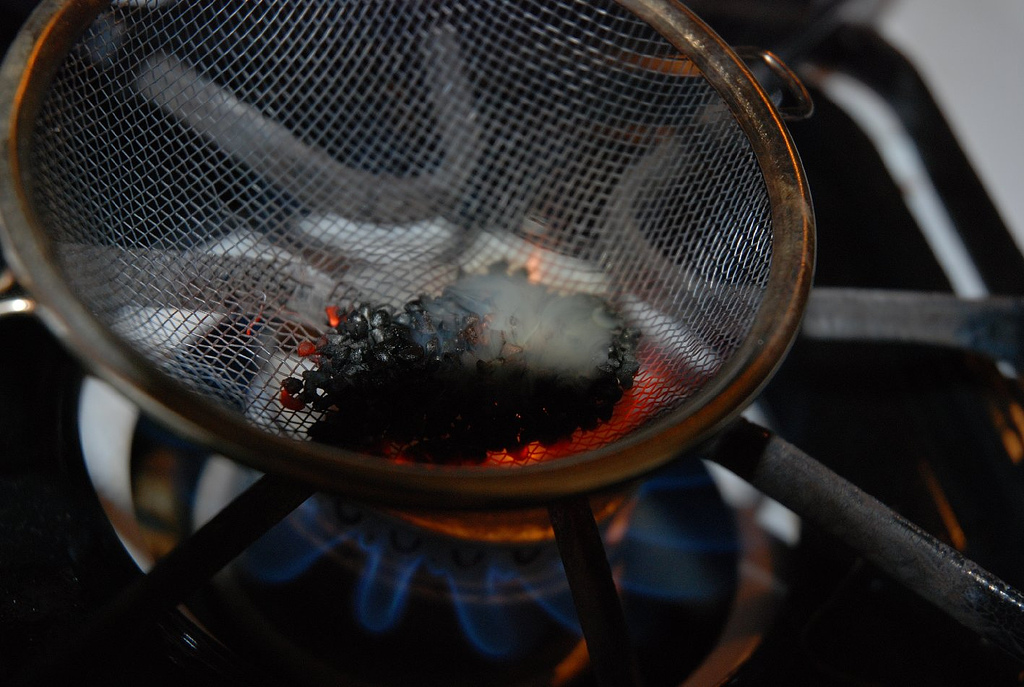
A Szíriai rutafű termése gázláng fölött, füstölőként

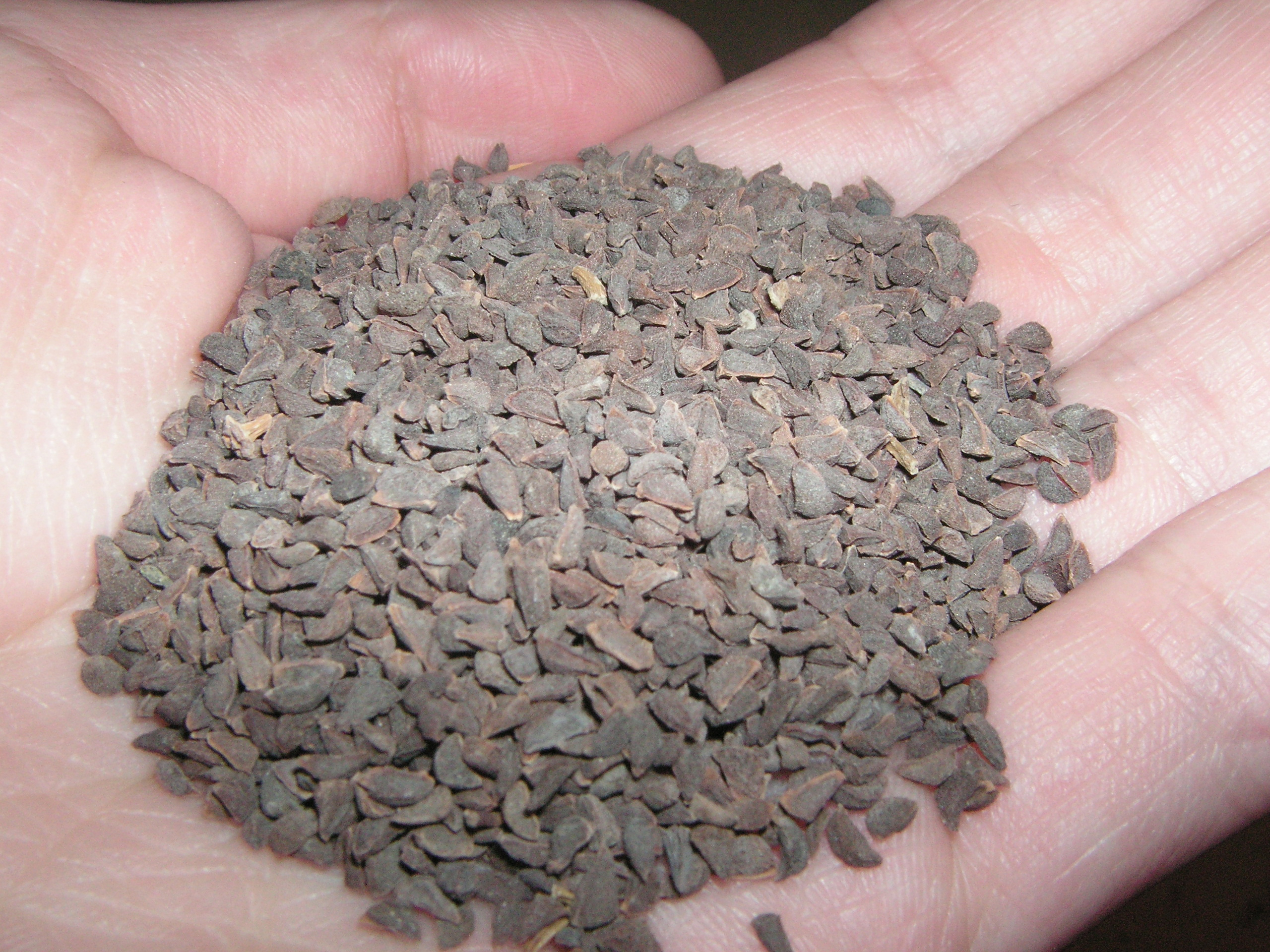
A szíriai rutafű magjai

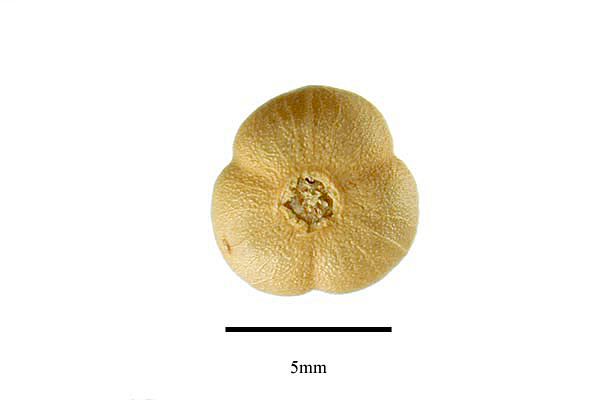
A szíriai rutafű termése

Afganisztánban és Azerbajdzsánban, Iránban, Irakban és Törökországban a szárított terméstokot (perzsául اسپند/espænd) vagy اسفنددانه/esfænd-dāneh) más összetevőkkel együtt teszik vörösen izzó faszénre, ekkor aromás füstöt eresztve kipukkan, és a füstöt azok fejére fújják, akiket idegenek tekintete sújtott. Ezalatt ősi imát mondanak a muszlimok éppúgy, mint a zoroasztriánusok. Ez a perzsa gyakorlat az iszlám előtti, zoroasztriánus időkbe nyúlik vissza. Iránban olykor hagyományos éttermekben is elvégzik ezt a szertartást, ugyanis a vendégeket idegenek is láthatják.

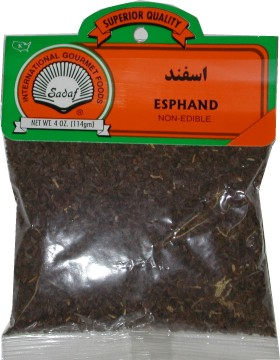
A szíriai rutafű magjai egy közel-keleti élelmiszerboltban

A szíriai rutafüvet a közel-keleten tudatmódosító szerként használják, a modern nyugati kultúrában pedig a Banisteriopsis caapi alternatívájaként, rögtönzött Ayahuasca (egyfajta pszichoaktív főzet) késztésekor. A szíriai rutafű tudatmódosító hatása a caapi-tól azonban jelentősen eltér, egyes kutatók a zoroasztrizmus előtti perzsa vallások szintén pszichoaktív haoma-jával azonosítják.
A magjaiból készített, alizarinhoz hasonló, élénkvörös festéket nyugat-ázsiában gyakran használják szőnyegek, illetve gyapjú festésére. Ha a magokat vízbe áztatják, fluoreszkáló sárga festéket kapnak.  Vörös festék alkohollal nyerhető belőle. Szára, gyökerei és magjai is felhasználhatók tinta, vagy tetoválás készítéséhez.

## Gyógyászati felhasználása
A szíriai rutafüvet fájdalomcsillapítóként és gyulladáscsökkentőként használják.
Jemenben a depressziót kezelik vele, és laboratóriumi kísérletek szerint a harmalin, a növény egyik aktív összetevője a központi idegrendszer stimulánsa, valamint monoamin-oxidáz gátló, egyfajta antidepresszáns.

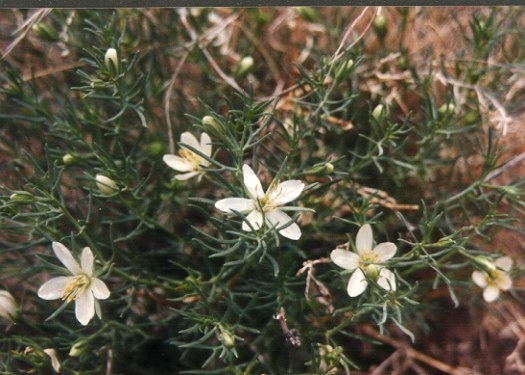
Peganum harmala

A magok füstje kiöli az algákat, baktériumokat, bélparazitákat és penészgombákat. A szíriai rutafű antibakteriális hatása gyógyszerimmunis baktériumok ellen is érvényesül.
Gyökerét tetvek irtására is használják, az elégetett magok füstje pedig rovarirtó hatású. Megakadályozza a rozsdabarna lisztbogár (Tribolium castaneum) szaporodását is.
Gyakran használják bélféregűzőként. Egyes beszámolók szerint az ókori görögök az őrölt magokat galandféreg ellen használták, és visszatérő láz, talán malária ellen.
A szíriai rutafű ismert vetélést segítő hatásáról is. és nagyban csökkentheti a hím patkányok nemzőképességét.

### Antiprotozoa hatás

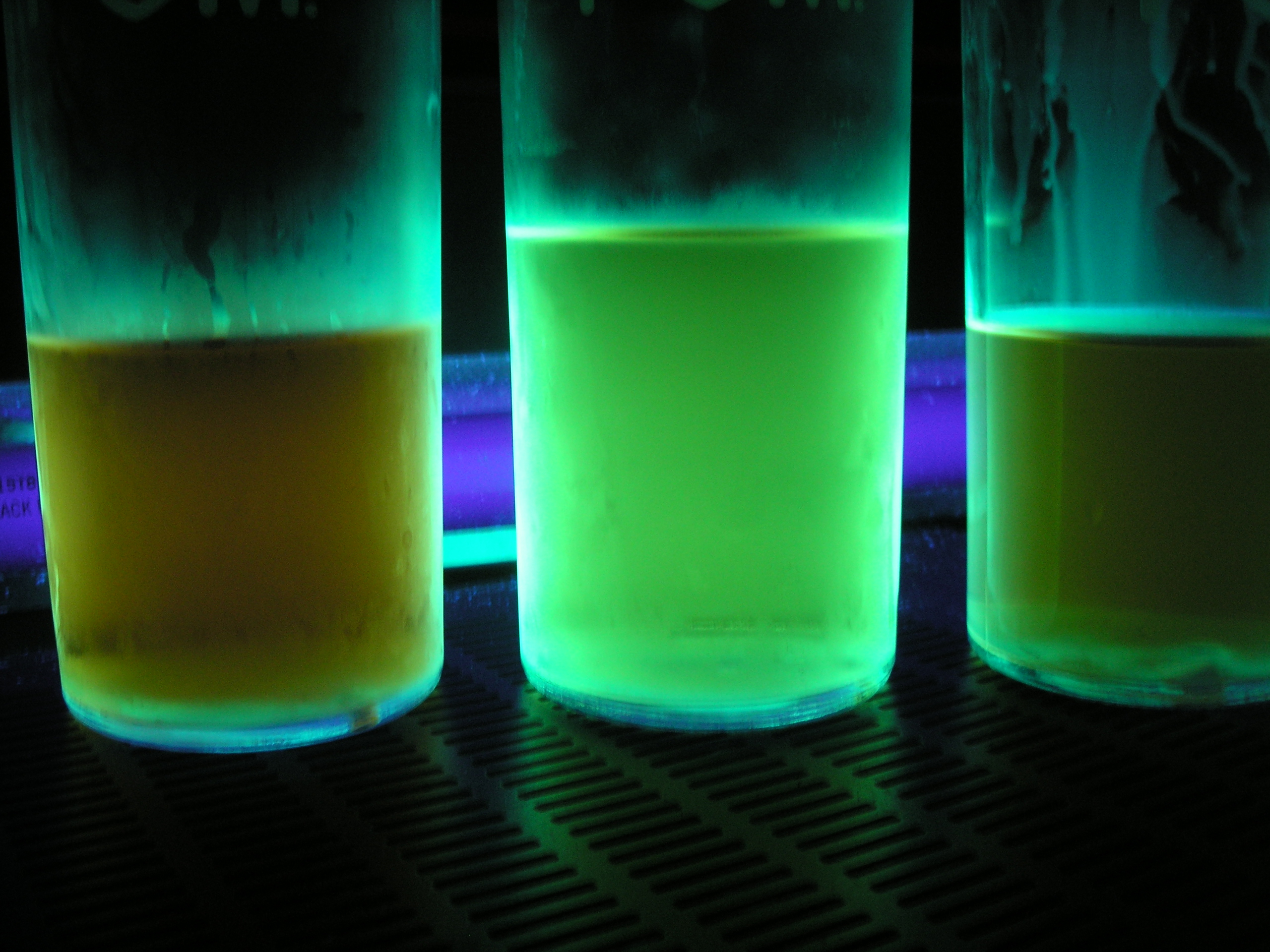
A harmin UV-fényben fluoreszkál.

Hatásos a betegségeket, például maláriát okozó protozoonok ellen. Bizonyított, hogy gyógyszerimmunis protozoonok ellen is hatásos lehet. Főzetét gégegyulladás enyhítésére használják.
A szíriai rutafű egy másik összetevője, a vasicin  (peganin) a Leishmania donovani nevű, zsigeri leishmaniasist okozó protozoon ellenszere.  „A peganinhidrklorid-dihidrát úgy tűnik – amellett, hogy biztonságos – sejtelhalást okoz az L. donovani mindkét stádiumában a mitokondriális membránpotenciál csökkentésével."
A növény egy másik alkaloidája, a harmin „a sejten helüli paraziták elleni figyelemre méltó hatása, valamint májra és vesére egyaránt ártalmatlan természete miatt a harmin – kötött formáiban – emberek kezelésére is alkalmas lehet."
Egy tanulmány szerint a szíriai rutafű életmentő lehet a theileriosis-szal fertőzött marhák számára. A betegség teljes állományokat is kiirthat: Afrikában 2007-ben 1,1 millió marhát pusztított el.

### A rák ellenszereként
„A Peganum harmala és Eurycoma longifolia gyógynövényekben található béta-karbolin alkaloidák az utóbbi időben tumor elleni hatásukkal keltettek figyelmet. További tanulmányok azt mutatják, hogy a bétakarbolin-származékok gátolják a DNS-topoizomerázokat és akadályozzák a DNS-szintézist”.
A szíriai rutafű antioxidáns és antimutagén hatással is bír.
A szíriai rutafű és a benne található harmin sejtméregként hat a HL60 és K562 leukémiás sejtkultúrákra. A növény őrölt magjait időnként bőrrák és bőr alatti rák kezelésére is használják a marokkói hagyományban. A magok kivonata többféle daganatos sejtkultúra ellen is hatásosnak mutatkozott, laboratóriumban és élő szervezetekben egyaránt.

## Alkaloidák

Harmalin, a szíriai rutafű egyik alkaloidája

A növény magjainak aktív alkaloidái a monoaminoxidáz-gátló A összetevők:
- Harmane, 0,16%[28]
- Harmin, 0,44[29]–1,84%[28]–4,3%[30]

A magok burkolata nagyobb mennyiségű harmint tartalmaz.
- Harmalin, 0,25%[28]–0,79%[29]–5,6%[30]
- Harmalol, 0,6%[30]–3,90%[28]
- Tetrahidroharmin, 0,1%[30]

Az összes alkaloida mennyisége egy tanulmány szerint a szárított növény 5,9%-a.
- Vasicin (peganin),[18] 0,25%[29]
- Vasicinon,[18] 0,0007%[29]

Vasicin

A növény szárai nagyjából 0,36% alkaloidát tartalmaznak, a levelek 0,52%-ot, és a gyökerek legfeljebb 2,5%-ot.
A harmin és a harmalin reverzibilis monoaminoxidáz-A gátlók.

### Fordítás
Ez a szócikk részben vagy egészben a Harmal című angol Wikipédia-szócikk ezen változatának fordításán alapul.  Az eredeti cikk szerkesztőit annak laptörténete sorolja fel. Ez a jelzés csupán a megfogalmazás eredetét és a szerzői jogokat jelzi, nem szolgál a cikkben szereplő információk forrásmegjelöléseként.
1. ↑  Peganum harmala information from NPGS/GRIN. [2009. április 17-i dátummal az eredetiből archiválva]. (Hozzáférés: 2008. február 17.)
2. 1 2  Peganum genus. www.cdfa.ca.gov. (Hozzáférés: 2008. február 2.)
3. 1 2 3 4 5  
.edu/publications/files/nr/2001/FS0145.pdf+%22peganum+harmala%22+% 22red+dye%22&hl=en&ct=clnk&cd=40&gl=us&ie=UTF-8 RECOGNITION AND CONTROL OF AFRICAN RUE IN NEVADA. 72.14.253.104. (Hozzáférés: 2008. április 19.)
4. 1 2 3  l Erowid Syrian Rue Vaults: Smoking Rue Extract / Harmala. www.erowid.org. (Hozzáférés: 2008. december 1.)[halott link]
5. ↑  Lycaeum > Leda > Peganum harmala. leda.lycaeum.org. [2007. február 19-i dátummal az eredetiből archiválva]. (Hozzáférés: 2008. december 1.)
6. ↑  Aspand -  Espand - Esfand - Esphand Against the Evil Eye in Zoroastrian  Magic. (Hozzáférés: 2008. január 19.)
7. ↑  Karel van der Torn, ed., "Haoma," Dictionary of  Deities and Demons in the Bible. (New York: E.J. Brill, 1995),  730.
8. 1 2  
Peganum harmala. www.ibiblio.org. (Hozzáférés: 2008. március 18.)
9. 1 2  ments/SW_DYEPLANTS_2.htm Mordants. www.fortlewis.edu. (Hozzáférés: 2008. április 19.)[halott link]
10. ↑  WTA.5_608&pgs=&cookieSet=1 Aluka - Entry for Peganum harmala Linn. [family  ZYGOPHYLLACEAE]. www.aluka.org. (Hozzáférés: 2008. március 18.)[halott link]
11. ↑  Monsef, Hamid Reza, Ali Ghobadi, Mehrdad Iranshahi, Mohammad Abdollahi (2004. február 19.). „Antinociceptive effects of Peganum harmala L. alkaloid  extract on mouse formalin test” (PDF). J Pharm Pharmaceut Sci 7 (1), 65–9. o. (Hozzáférés: 2008. február 2.)
12. ↑  Moses the Shaman. www.scribd.com. [2008. március 20-i dátummal az eredetiből archiválva]. (Hozzáférés: 2008. március 17.)
13. ↑  Prashanth, D., S. John (1999. március 26.). „C-3Y9HHY8-P&_user=10&_rdoc=1&_fmt=&_orig=search&_sort=d&view=c&_ac ct=C000050221&_version=1&_urlVersion=0&_userid=10&md5=aa590588ea25 645b5368168a6ad4fcb8 Antibacterial activity of Peganum harmala”. Fitoterapia 70 (4), 438–9. o. DOI:10.1016/S0367-326X(99)00065-9. (Hozzáférés: 2008. február 2.)[halott link]
14. 1 2  
Arshad N, Zitterl-Eglseer K, Hasnain S,  Hess M (2008. Nov). „Effect of Peganum harmala or its beta-carboline  alkaloids on certain antibiotic resistant strains of bacteria and  protozoa from poultry”. Phytother Res 22 (11), 1533–8. o. DOI:10.1002/ptr.2528. PMID 18814210.
15. 1 2 3  Peganum harmala, 2004. [2008. április 1-i dátummal az eredetiből archiválva]. (Hozzáférés: 2008. február 2.)
16. ↑  Jbilou R, Amri H, Bouayad N, Ghailani N,  Ennabili A, Sayah F (2008. Mar). „Insecticidal effects of extracts of  seven plant species on larval development, alpha-amylase activity  and offspring production of Tribolium castaneum (Herbst) (Insecta:  Coleoptera: Tenebrionidae)”. Bioresour Technol. 99 (5), 959–64. o. DOI:10.1016/j.biortech.2007.03.017. PMID 17493805.
17. ↑  Panda H. q=%22peganum+harmala%22+traditional+uses Herbs Cultivation and Medicinal Uses. Delhi: National Institute Of Industrial Research, 435. o. (2000). ISBN 8186623469[halott link]
18. 1 2 3  www.thenook.org. [2007. augusztus 24-i dátummal az eredetiből archiválva]. (Hozzáférés: 2010. november 6.)
19. ↑  El-Dwairi QA, Banihani SM (2007. Jun). „Histo-functional effects  of Peganum harmala on male rat's spermatogenesis and fertility”. Neuro Endocrinol Lett. 28 (3), 305–10. o. PMID 17627267.
20. ↑  Misra P, Khaliq T, Dixit A, et al. (2008. Nov). „Antileishmanial activity mediated by apoptosis and  structure-based target study of peganine hydrochloride dihydrate:  an approach for rational drug design”. J Antimicrob  Chemother. 62 (5), 998–1002. o. DOI:10.1093/jac/dkn319. PMID 18694906.
21. ↑  Misra P. et al. (2008). „Antileishmanial activity mediated by apoptosis  and structure-based target study of peganine hydrochloride  dihydrate: an approach for rational drug design.”. Journal  of Antimicrobial Chemotherapy 62 (5), 998–1002. o. DOI:10.1093/jac/dkn319. PMID 18694906.
22. ↑  Lala S. et al. (2004). „Harmine: evaluation  of its antileishmanial properties in various vesicular delivery  systems.”. Journal of Drug Targeting 12 (3), 165–75. o. DOI:10.1080/10611860410001712696. PMID 15203896.
23. ↑  
Derakhshanfar A, Mirzaei M (2008. Mar). „Effect of  Peganum harmala (wild rue) extract on experimental ovine malignant  theileriosis: pathological and parasitological findings”. Onderstepoort J Vet Res. 75 (1), 67–72. o. PMID 18575066.
24. ↑  Li Y, Liang F, Jiang W,  et al. (2007. Aug). „4382 DH334, a beta-carboline anti-cancer drug,  inhibits the CDK activity of budding yeast”. Cancer Biol  Ther. 6 (8), 1193–9. o. PMID 17622795.
25. ↑  Moura DJ, Richter MF,  Boeira JM, Pêgas Henriques JA, Saffi J (2007. Jul). „Antioxidant  properties of beta-carboline alkaloids are related to their  antimutagenic and antigenotoxic activities”. Mutagenesis 22 (4), 293–302. o. DOI:10.1093/mutage/gem016. PMID 17545209.
26. ↑  Jahaniani F, Ebrahimi SA,  Rahbar-Roshandel N, Mahmoudian M (2005. Jul). „Xanthomicrol is the main  cytotoxic component of Dracocephalum kotschyii and a potential anti-cancer agent”. Phytochemistry 66 (13), 1581–92. o. DOI:10.1016/j.phytochem.2005.04.035. PMID 15949825.
27. 1 2  Lamchouri, F, Settaf A, Cherrah Y,  Zemzami M, Lyoussi B, Zaid A, Atif N, Hassar M. „Antitumour  principles from Peganum harmala seeds”. Thérapie 54 (6), 753–8. o. PMID 10709452.
28. 1 2 3 4 5  Hemmateenejad B, Abbaspour A, Maghami H, Miri R,  Panjehshahin MR (2006. Aug). „Partial least squares-based multivariate  spectral calibration method for simultaneous determination of  beta-carboline derivatives in Peganum harmala seed extracts”. Anal Chim Acta 575 (2), 290–9. o. DOI:10.1016/j.aca.2006.05.093. PMID 17723604.
29. 1 2 3 4  
Pulpati H, Biradar YS, Rajani M (2008). „High-performance thin-layer chromatography densitometric  method for the quantification of harmine, harmaline, vasicine, and  vasicinone in Peganum harmala”. J AOAC Int 91 (5), 1179–85. o. PMID 18980138.
30. 1 2 3 4  Herraiz T, González D, Ancín-Azpilicueta C, Arán VJ,  Guillén H. (2010). „beta-Carboline alkaloids in Peganum harmala and  inhibition of human monoamine oxidase (MAO).”. Food Chem  Toxicol. 48 (3), 839–43. o. DOI:10.1016/j.fct.2009.12.019. PMID 20036304.
31. ↑  Hammiche, V.; R.  Merad: Peganum harmala L. (PIM 402F, French) (french nyelven). International  Programme on Chemical Safety, 1997. November. (Hozzáférés: 2008. január 19.)
32. ↑  
Steppenraute (Peganum harmala) im GIFTPFLANZEN.COMpendium -  www.giftpflanzen.com. www.giftpflanzen.com. (Hozzáférés: 2008. április 18.)
33. ↑  Massaro, Edward J.. q=harmaline+antidepressant Handbook of Neurotoxicology. Humana Press, 237. o. (2002). ISBN 0896037967[halott link]

## Ajánlott irodalom
- Al-Shamma A, Drake S, Flynn DL, et al. (1981). „Antimicrobial agents from higher plants. Antimicrobial  agents from Peganum harmala seeds”. J Nat Prod. 44 (6), 745–7. o. DOI:10.1021/np50018a025. PMID 7334386.